# Financiële wiskunde
Financiële wiskunde of financiële algebra is een toegepaste wiskundige wetenschap, die er zich op toespitst om diverse aspecten en fenomenen in de economische en financiële wereld te modelleren. Het is het onderwerp van studie van de econometrie. Verwant aan financiële wiskunde, is financiële economie. Daar waar financiële wiskunde zich echter enkel met het mathematische aspect bezighoudt, richt financiële economie zich als gedragswetenschap meer tot de onderliggende theorieën. 

## Deelgebieden
- Contante waarde berekeningen:
  - Enkelvoudige interest
  - Samengestelde interest
  - Gelijkwaardige interestvoeten
  - Vooraf betaalbare enkelvoudige en samengestelde interest
  - Annuïteiten

- Econometrie
  - Financiële marktmodellen
    - Black-Scholes-model

  - Stochastische processen

- Verzekeringswiskunde